# Carl Friedrich Schultz
Carl Friedrich Schultz (1765, Zweibrücken - 1837,  Wissembourg) foi um botânico, pteridólogo, micólogo, briólogo e boticário alemão.
Foi para a escola primária em Kusel, e logo aprendeu a profissão de farmacêutico em Zweibrücken, e logo trabalhou com seu pai em sua farmácia.

## Obras
- Flors der Pfalz. Enthaltend e. Verzeichniss aller bis jetzt in d. bayer. Pfalz u. d. angränzenden Gegenden Badens, Hessens, Oldenburgs.  lxxvi, 575 pp. 35 ilustrações.

## Homenagens
Em sua honra foi nomeado o gênero Schultzia Wall. da família Apiaceae.